# Meclemburgo-Pomerânia Ocidental
Meclemburgo-Pomerânia Ocidental (em alemão:  Mecklenburg-Vorpommern) é um dos 16 estados federais (Länder) da Alemanha, no nordeste do país. Com 23 174,86 km² de área e 1 719 653 habitantes (31 de dezembro de 2004), é o menos densamente povoado dos estados (74,21 hab./km²). Sua capital é Schwerin.
O mar Báltico está a norte, a Polônia (voivodato da Pomerânia Ocidental) a leste, e os estados alemães de Brandemburgo a sul, Baixa Saxônia a sudoeste e Schleswig-Holstein a oeste.
Situado no nordeste da Alemanha, Meclemburgo foi parte autônoma do Império Alemão. Chamado de "terra dos mil lagos" é um Estado com uma densidade demográfica baixa, tendo um caráter predominantemente agrícola. Com natureza intacta e banhado pelo mar Báltico, possui muitos lagos, tendo o lago de Müritz, o maior deles, uma área de 117 km².
As duas partes do estado, Meclemburgo e Pomerânia Ocidental, têm uma história diferente. Enquanto a Pomerânia Ocidental esteve subjugada durante longo tempo pelo Império Sueco e mais tarde, como parte da província da Pomerânia, pelos prussianos, Meclemburgo foi parte autônoma do Império Alemão. A partir de 1701, esteve dividido em duas regiões: Meclemburgo-Schwerin e Meclemburgo-Strelitz. A união das duas regiões de Meclemburgo foi obtida somente em 1934.
O estado de Meclemburgo-Pomerânia Ocidental foi criado em 31 de julho de 1945. Passou a ser parte da República Democrática Alemã, tendo sido dissolvido em 1952 e dividido em três distritos, até ser integrado novamente como Estado da República Federal da Alemanha, em 1990. O número  de habitantes do estado é de aproximadamente 1,79 milhão (2005). O baixo-alemão é difundido como dialeto do dia a dia.

## Divisão administrativa
Meclemburgo-Pomerânia Ocidental está dividido em seis distritos (Kreise, singular Kreis; ou ainda distritos rurais: Landkreise, singular Landkreis) e duas cidades independentes (Kreisfreie Städte; ou ainda distritos urbanos: Stadtkreise, singular Stadtkreis).
| 6 distritos (Kreise) de Meclemburgo-Pomerânia Ocidental.                                                                                                   | |
| 1. Ludwigslust-Parchim (LUP) 2. Meclemburgo do Noroeste (Nordwestmecklenburg) (NWM) 3. Planalto Lacustre Meclemburguês (Mecklenburgische Seenplatte) (MSE) | 1. Pomerânia Ocidental-Greifswald (Vorpommern-Greifswald) (VG) 2. Pomerânia Ocidental-Rúgia (Vorpommern-Rügen) (VR) 3. Rostoque (Rostock) (LRO) |

Além dos distritos, há duas cidades independentes, que não pertencem a nenhum distrito:
- HRO - Rostoque (Rostock)
- SN - Schwerin

## Galeria

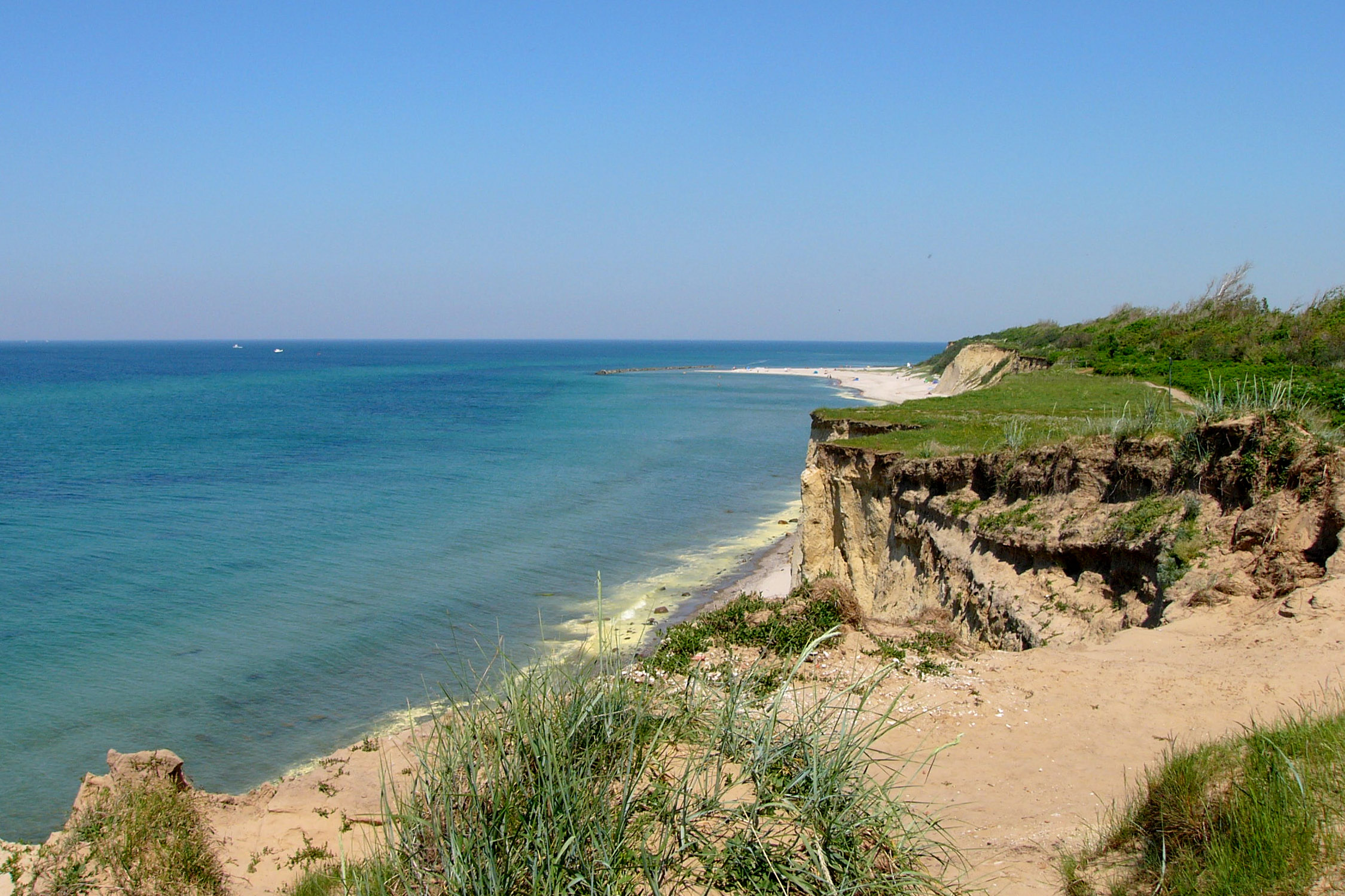
Ahrenshoop
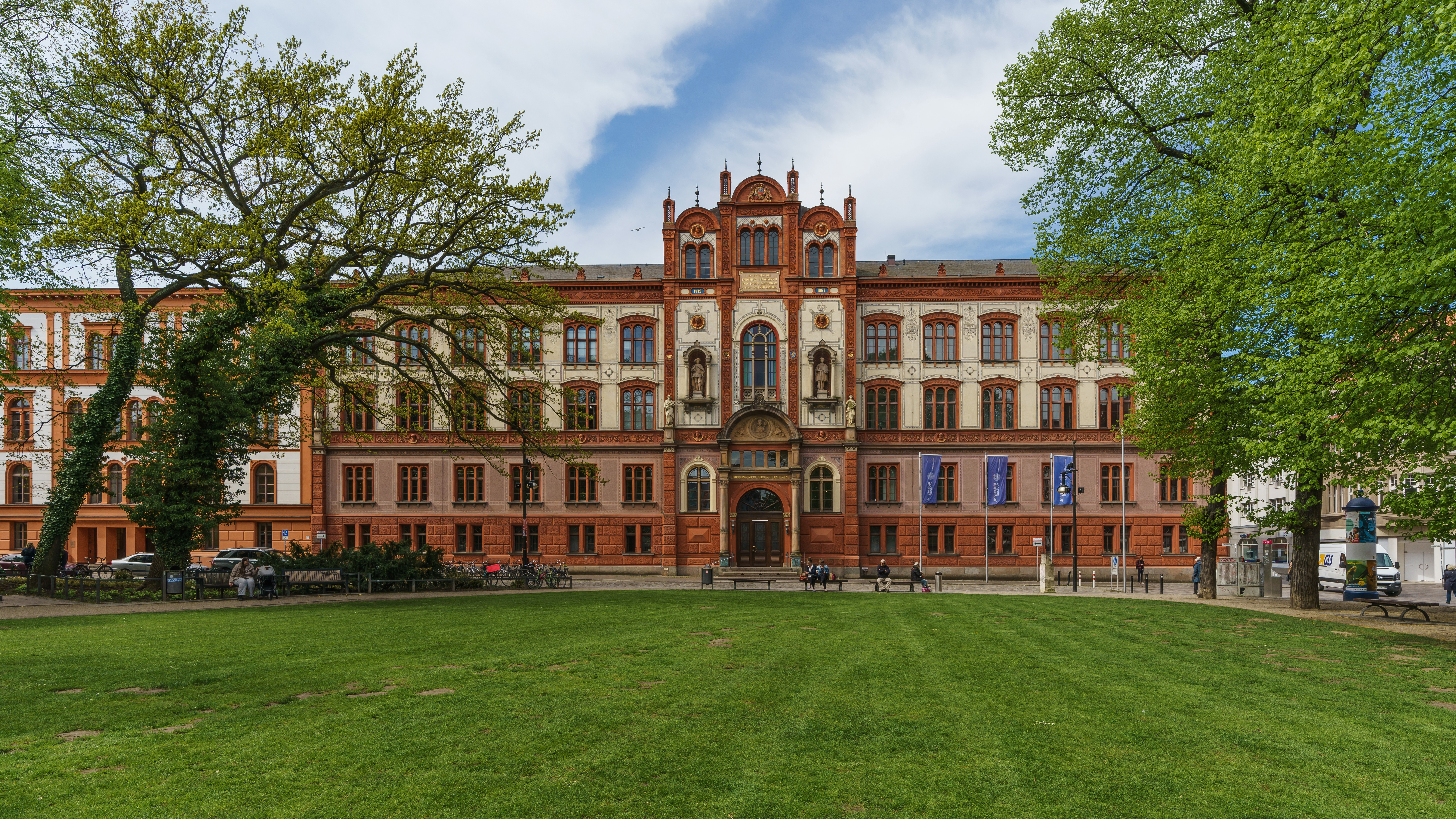
Universidade de Rostock
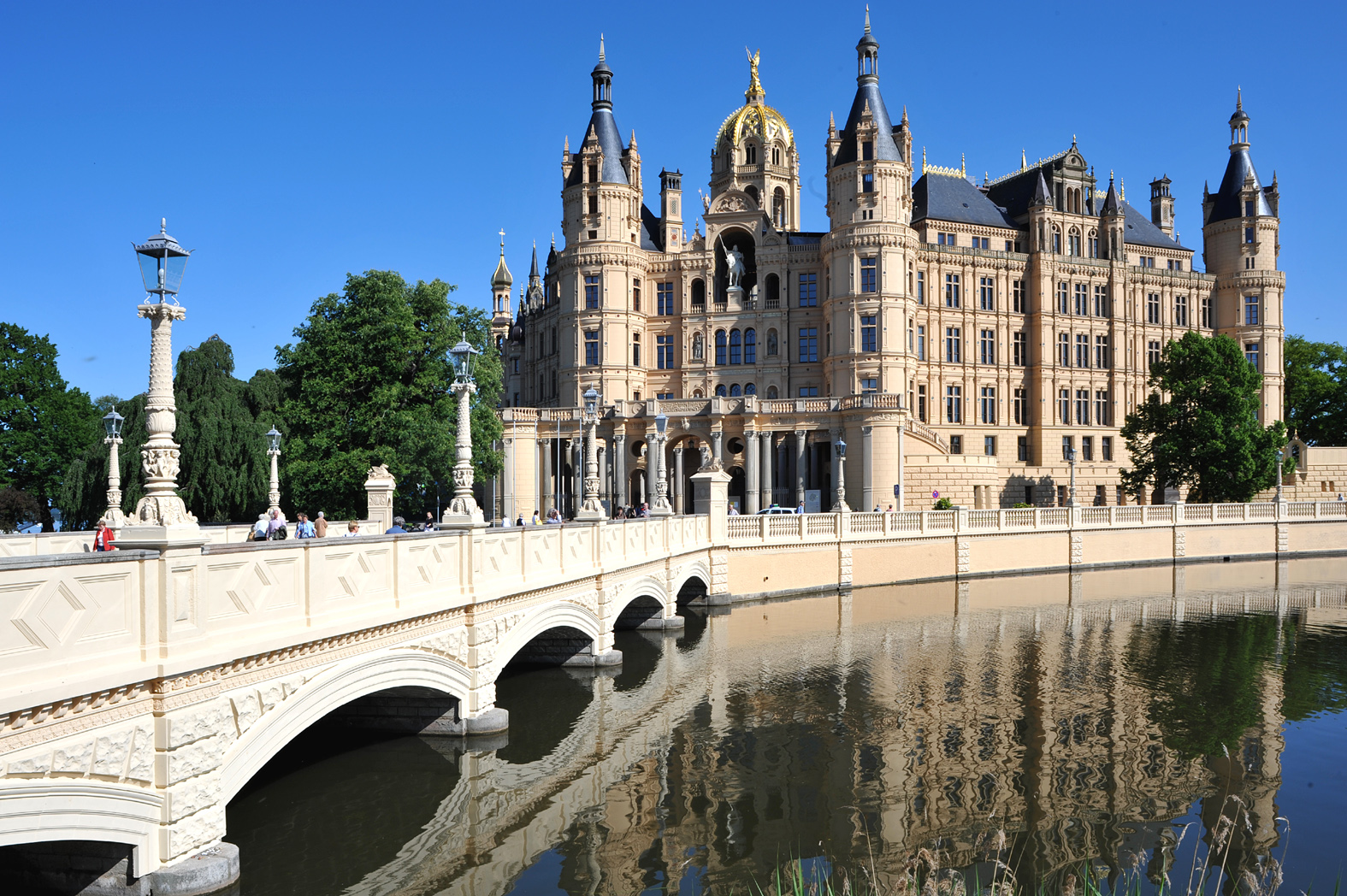
Castelo de Schwerin
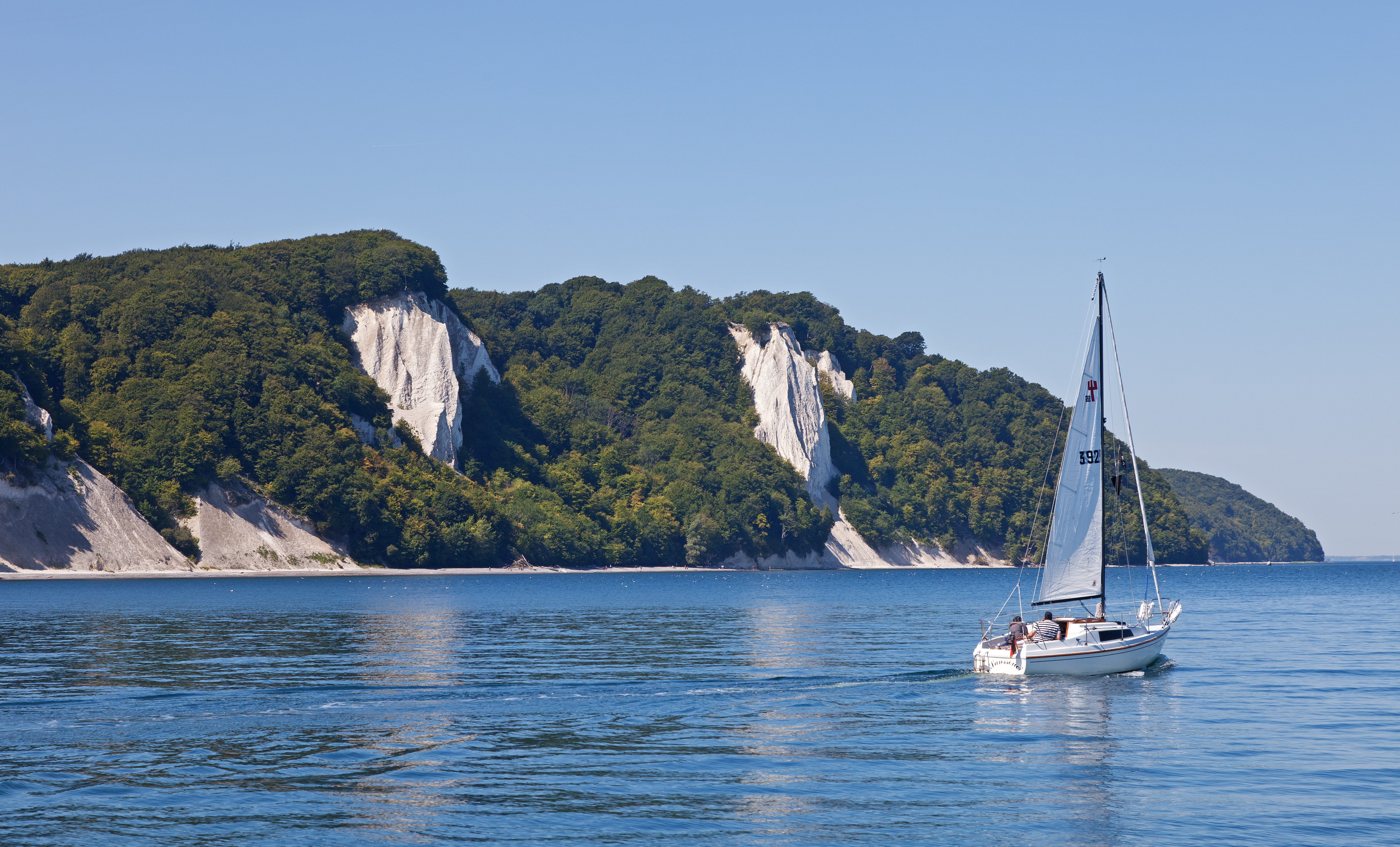
Ilha de Rúgia, Nationalpark Jasmund

## Política

### Eleições regionais
| Ano  | %    | D   | %    | D   | %       | D       | %   | D   | %    | D   | %   | D   | %    | D   |
| Ano  | CDU  | CDU | SPD  | SPD | PDS/LIN | PDS/LIN | FDP | FDP | GRÜ  | GRÜ | NPD | NPD | AfD  | AfD |
| ---- | ---- | --- | ---- | --- | ------- | ------- | --- | --- | ---- | --- | --- | --- | ---- | --- |
| 1990 | 38,3 | 29  | 27,0 | 21  | 15,7    | 12      | 5,5 | 4   | 9,3* | -   | 0,2 | -   |      |     |
| 1994 | 37,7 | 30  | 29,5 | 23  | 22,7    | 18      | 3,8 | -   | 3,7  | -   | 0,1 | -   |      |     |
| 1998 | 30,2 | 24  | 34,3 | 27  | 24,4    | 20      | 1,6 | -   | 2,7  | -   | 1,1 | -   |      |     |
| 2002 | 31,4 | 25  | 40,6 | 33  | 16,4    | 13      | 4,7 | -   | 2,6  | -   | 0,8 | -   |      |     |
| 2006 | 28,8 | 22  | 30,2 | 23  | 16,8    | 13      | 9,6 | 7   | 3,4  | -   | 7,3 | 6   |      |     |
| 2011 | 23,0 | 18  | 35,6 | 27  | 18,4    | 14      | 2,8 | -   | 8,7  | 7   | 6,0 | 5   |      |     |
| 2016 | 19,0 | 16  | 30,6 | 26  | 13,2    | 11      | 3,0 | -   | 4,8  | -   | 3,0 | -   | 20,8 | 18  |

* Verdes: 4,2/ Novo Fórum: 2,9/Aliança 90: 2,2